# حاجي كندي عليا
حاجي كندي عليا (بالفارسية: حاجی‌کندی علیا) هي منطقة سكنية تقع في قسم تشاراويماق الجنوبي الغربي الريفي في إيران. يقدر عدد سكانها بـ 121 نسمة .